# Parlement des Bahamas

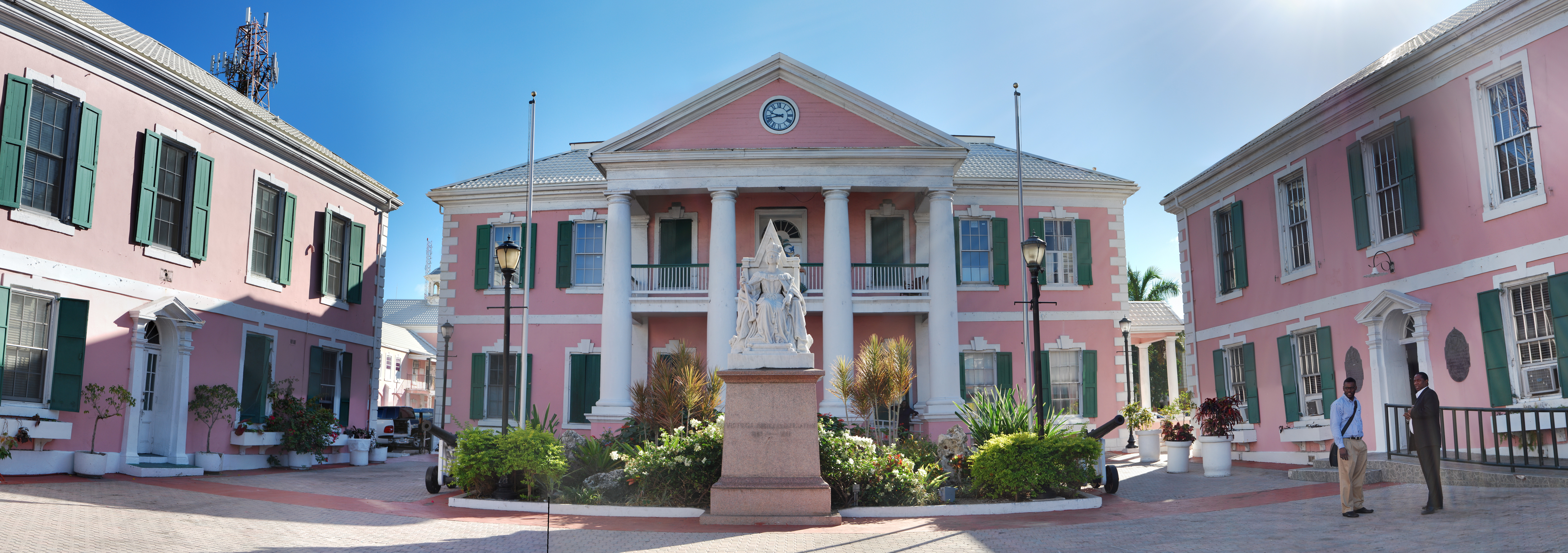
Parlement des Bahamas, Nassau. (2009)

Le Parlement des Bahamas (en anglais : Parliament of the Bahamas) est l'organe législatif bicaméral du Commonwealth des Bahamas. 

## Composition
Il est composé :
- du monarque des Bahamas, représenté par le gouverneur général ;
- d'une chambre haute, le Sénat ;
- d'une chambre basse, l'Assemblée des Bahamas.